# Episodi di La pietra di Marco Polo (prima stagione)
La prima stagione della serie televisiva La pietra di Marco Polo è andata in onda in Italia dal 19 novembre 1982 all'11 febbraio 1983 su Rai 2 all'interno del contenitore pomeridiano per ragazzi Tandem e in Germania sulla ZDF dal 23 gennaio al 17 aprile 1986, con il titolo Der Stein des Marco Polo.
Il telefilm era suddiviso in due stagioni composte da 13 episodi ciascuna; in Italia andarono in onda in forma continuativa, mentre in Germania il primo episodio della seconda serie venne trasmesso subito dopo il termine della prima, mentre i restanti furono programmati due-tre mesi dopo. Inoltre, per la prima serie, il terzo episodio (Il furto) e il settimo (La cassaforte) vennero trasmessi in ordine inverso.
| nº | Titolo italiano      | Prima TV Italia  |
| -- | -------------------- | ---------------- |
| 1  | Il cane              | 19 novembre 1982 |
| 2  | Il pivot             | 26 novembre 1982 |
| 3  | Il furto             | 3 dicembre 1982  |
| 4  | La protesta          | 10 dicembre 1982 |
| 5  | Lo straniero         | 17 dicembre 1982 |
| 6  | Il carillon          | 24 dicembre 1982 |
| 7  | La cassaforte        | 31 dicembre 1982 |
| 8  | Il tesoro            | 7 gennaio 1983   |
| 9  | Il motorino          | 14 gennaio 1983  |
| 10 | La bocciatura        | 21 gennaio 1983  |
| 11 | La regata            | 28 gennaio 1983  |
| 12 | L'impresario         | 4 febbraio 1983  |
| 13 | Il mandolino torbato | 11 febbraio 1983 |

## Il cane
- Prima televisiva: 19 novembre 1982

### Trama
I cinque ragazzini, in una piccola barca alla deriva in laguna, trovano un cane abbandonato e lo chiamano Cuba. I loro genitori decidono di non adottarlo, e così i ragazzi lo affidano in custodia al capitano.

## Il pivot
- Prima televisiva: 26 novembre 1982

### Trama
Alessandro, un giocatore della serie A di pallacanestro, incontra i cinque ragazzini e insegna a loro le regole e la tecnica di quello sport. Loro decidono di formare una squadra.
- Prende parte all'episodio il cestista Luca Silvestrin.

## Il furto
- Prima televisiva: 3 dicembre 1982

### Trama
Accusati di furto da un negoziante disonesto, i cinque ragazzini si rifugiano nel cantiere delle gondole del capitano chiedendogli un aiuto.
- Nota: In Germania la puntata venne trasmessa come settimo episodio.

## La protesta
- Prima televisiva: 10 dicembre 1982

### Trama
Per evitare di finire in una casa di riposo, il capitano occupa il rifugio dei ragazzi al cantiere delle gondole; essi decidono così di attuare una protesta singolare.

## Lo straniero
- Prima televisiva: 17 dicembre 1982

### Trama
Adi decide, non dicendo nulla ai suoi amici, di accompagnare un turista orientale in giro per Venezia; gli altri, non vedendolo arrivare, si convincono sia stato rapito.

## Il carillon
- Prima televisiva: 24 dicembre 1982

### Trama
Adi acquista un carillon che custodisce con cura in quanto l'oggetto gli ricorda una ballerina della quale si è innamorato.

## La cassaforte
- Prima televisiva: 31 dicembre 1982

### Trama
Durante il Carnevale di Venezia Adi, spaventato alla vista dei suoi genitori travestiti da fantasmi, si nasconde dentro la cassaforte che aveva portato dentro il rifugio, ma la cassaforte si chiude improvvisamente e nessuno degli altri conosce la combinazione per riaprirla.
- Nota: In Germania la puntata venne trasmessa come terzo episodio.

## Il tesoro
- Prima trasmissione: 7 gennaio 1983

### Trama
Il capitano ha una mappa tatuata sul petto e i cinque ragazzi, ispirati dai suoi racconti, si mettono alla ricerca di tesori nascosti nei palazzi di Venezia.

## Il motorino
- Prima trasmissione: 14 gennaio 1983

### Trama
Il capitano rifiuta di dare in prestito denaro ai ragazzi per partecipare a una lotteria nella quale il premio in palio è un motorino: lui farà scoprire a loro i diversi mestieri cittadini per racimolare i soldi.

## La bocciatura
- Prima trasmissione: 21 gennaio 1983

### Trama
Alla fine dell'anno scolastico Marta viene bocciata e, per evitare rimproveri dai genitori, decide di fuggire da casa.

## La regata
- Prima trasmissione: 28 gennaio 1983

### Trama
I cinque ragazzini decidono di partecipare a una regata che si tiene sul Canal Grande: hanno quindici giorni di tempo per prepararsi e, nel frattempo, studiano i punti deboli degli avversari.

## L'impresario
- Prima trasmissione: 4 febbraio 1983

### Trama
Isaia rompe una statua preziosa nel negozio di suo padre e, per aiutarlo a rifondere il danno, gli altri decidono di organizzare uno spettacolo di beneficenza.

## Il mandolino torbato
- Prima trasmissione: 11 febbraio 1983

### Trama
Marta si innamora di un chitarrista francese che è alla ricerca di un mandolino torbato: i suoi amici, che per diversi motivi lo vogliono allontanare dalla ragazzina, si mettono alla ricerca dello strumento per accontentarlo e farlo rientrare in patria.